# Sterling Heights
Sterling Heights est une ville située dans l’État du Michigan, aux États-Unis. Sa population s'élevait à 129 699 habitants en 2010. C'est la quatrième ville du Michigan et la deuxième banlieue de Détroit.
La ville est composée d'un mélange de propriétés commerciales et résidentielles avec un couloir industriel large d'un mille (1,6 km) coupant la ville sur son axe nord-sud. Les sociétés industrielles principales en présence incluent DaimlerChrysler, Visteon, General Dynamics.
Sterling Heights a  été rangée en 2013 la douzième ville la plus sûre aux États-Unis avec une population comprise entre 100 000 et 499 999 habitants.
La ville possède des importantes communautés d'origine chaldéenne, polonaise et italienne.

## Démographie
| Groupe            | Sterling Heights | Michigan | États-Unis |
| ----------------- | ---------------- | -------- | ---------- |
| Blancs            | 85,1             | 79,0     | 72,4       |
| Asiatiques        | 6,7              | 2,4      | 4,8        |
| Afro-Américains   | 5,2              | 14,2     | 12,6       |
| Métis             | 2,2              | 2,3      | 2,9        |
| Autres            | 0,5              | 1,5      | 6,4        |
| Amérindiens       | 0,2              | 0,6      | 0,9        |
| Latino-Américains | 2,0              | 4,4      | 16,7       |
| Total             | 100              | 100      | 100        |
|                   |                  |          |            |